# سیارک ۲۴۷۶۱
سیارک ۲۴۷۶۱ (به انگلیسی: 24761 Ahau، نامگذاری:1993BW2) بیست و چهار هزار و هفتصد و شصت و یکمین سیارک کشف شده‌است که در ۲۸ ژانویه ۱۹۹۳ کشف شد.
قدر مطلق سیارک برابر ۴.۵ است.